# Francesco Morosini
Francesco Morosini (Venecija, 26. travnja 1619. – Nauplia, 6. siječnja 1694.) bio je 108. mletački dužd. Vladao je od 3. travnja 1688. do svoje smrti.
Osobito se istakao za Velikog turskog rata kad je dobio nadimak Peloponeški (Peloponnesiaco).

## Biografija
Morosini je bio potomak bogate i utjecajne venecijanske dinastije Morosini. Još je kao mladić sudjelovao u pomorskim pothvatima mletačke mornarice. 
Od 1656. je generalni providur Kandije, a od 1657. admiral (capitano generale da mar) mletačke mornarice.
Od tada se neumorno borio s Osmanlijama po Levantu, sve do 1661. kad je zbog nekih optužbi, smijenjen i pozvan na suđenje u Veneciju. Nakon što je oslobođen od svih optužbi, ponovno je na moru od 1666. i kao admiral sudjeluje u Kandijskom ratu.
Tek od 1669. živi u miru u Veneciji. Tada je izabran za prokuratora Bazilike sv. Marka. Novi sudski proces protiv njega, koji je pokrenut zbog optužbi da je olako predao Heraklion, nije ga zaustavio od sudjelovanja u političkom životu Venecije, u kojoj je do 1683. radio i kao revizor utvrda na kopnu.
Od 1684. ponovno je na moru i sudjeluje u Morejskom ratu. U njemu je uspio u svega četiri godine ponovno zauzeti Peloponez od Osmanlija, pa je zbog tog i nazvan Peloponeški.
Iste godine kada je izabran za dužda 1688. nije ni dočekao da se dovrše sve ceremonije oko njegova ustoličenja, već se prihvatio komande nad ekspedicijom koja je neuspješno opsjedala Eubeju (Negroponte).